# Bernard Baudet
Pour les personnes ayant le même patronyme, voir Baudet.
Bernard Baudet est un footballeur français. 
Né le 16 décembre 1939 à Grignols (Gironde) et mort le 28 mars 2017 à Bourg-en-Bresse, ce défenseur ou milieu défensif était considéré comme un « soldat » de Salvador Artigas, entraîneur dans les années 1960 aux Girondins de Bordeaux.

## Carrière
- 1959-1969 : Girondins de Bordeaux
- 1969-1971 : US Boulogne
- 1971-1973 : La Berrichonne de Châteauroux
- 1973-1976 : Élan Béarnais Orthez (entraîneur / joueur)
- 1976-1977 : Élan Béarnais Orthez[3]